# Ennio Arlandi
Ennio Arlandi (Tortona, 21 januari 1966) is een Italiaans schaker met een FIDE-rating van 2438 in 2015; eerder had hij de rating 2590. Hij is een internationaal schaakmeester. 
In 1992 was hij in Münster deelnemer bij het NATO Schaakkampioenschap waar hij met 5 pt uit 7 partijen vierde werd op de individuele scorelijst. Italië eindigde als vijfde team, Duitsland won. 
In oktober 2000 werd hij bij het toernooi in Saint-Vincent nationaal schaakkampioen van Italië. Hij behaalde 5.5 pt uit 8 partijen.
In november/december 2005 werd in Cremona, Italië, het 65e kampioenschap van Italië gespeeld dat met 8.5 uit 11 door Michele Godena gewonnen werd. Arlandi eindigde met 8.5 punt op de tweede plaats.